# Alfa Romeo C38
De Alfa Romeo C38 is een Formule 1-auto die gebruikt werd door het Alfa Romeo Formule 1-team in het seizoen 2019.

## Onthulling
Op 18 februari 2019 onthulde Alfa Romeo de nieuwe auto op het circuit van Barcelona. Via foto's op het internet werden beelden van de nieuwe auto vrijgegeven. De auto wordt dit seizoen bestuurd door de Fin Kimi Räikkönen, die zijn oude werkgever Ferrari moest verlaten en de Italiaan Antonio Giovinazzi die zijn eerste seizoen bij het team rijdt.

## Resultaten
| Kleur  | Resultaat                              |
| ------ | -------------------------------------- |
| Goud   | Winnaar                                |
| Zilver | Tweede plaats                          |
| Brons  | Derde plaats                           |
| Groen  | Gefinisht (punten behaald)             |
| Blauw  | Gefinisht (geen punten behaald)        |
| Blauw  | Niet geklasseerd (NC)                  |
| Paars  | Uitgevallen (DNF)                      |
| Rood   | Niet gekwalificeerd (DNQ)              |
| Zwart  | Gediskwalificeerd (DSQ)                |
| Wit    | Niet gestart (DNS)                     |
| Blanco | Gewond (INJ)                           |
| Blanco | Uitgesloten (EX)                       |
| Blanco | Teruggetrokken (WD) / Niet deelgenomen |
| P      | Poleposition                           |
| S      | Snelste ronde                          |

| Jaar | Chassis        | Motor       | Banden | Coureurs           | 1   | 2   | 3   | 4   | 5   | 6   | 7   | 8   | 9   | 10  | 11  | 12  | 13  | 14  | 15  | 16  | 17  | 18  | 19  | 20  | 21  | Punten | WK-plaats |
| ---- | -------------- | ----------- | ------ | ------------------ | --- | --- | --- | --- | --- | --- | --- | --- | --- | --- | --- | --- | --- | --- | --- | --- | --- | --- | --- | --- | --- | ------ | --------- |
| 2019 | Alfa Romeo C38 | Ferrari 064 | P      |                    | AUS | BHR | CHN | AZE | SPA | MON | CAN | FRA | OOS | GBR | DUI | HON | BEL | ITA | SIN | RUS | JPN | MEX | VST | BRA | ABU | 57     | 8         |
| 2019 | Alfa Romeo C38 | Ferrari 064 | P      | Kimi Räikkönen     | 8   | 7   | 9   | 10  | 14  | 17  | 15  | 7   | 9   | 8   | 12  | 7   | 16  | 15  | DNF | 13  | 12  | DNF | 11  | 4   | 13  | 57     | 8         |
| 2019 | Alfa Romeo C38 | Ferrari 064 | P      | Antonio Giovinazzi | 15  | 11  | 15  | 12  | 16  | 19  | 13  | 16  | 10  | DNF | 13  | 18  | 18† | 9   | 10  | 15  | 14  | 14  | 14  | 5   | 16  | 57     | 8         |
| Jaar | Chassis        | Motor       | Banden | Coureurs           | 1   | 2   | 3   | 4   | 5   | 6   | 7   | 8   | 9   | 10  | 11  | 12  | 13  | 14  | 15  | 16  | 17  | 18  | 19  | 20  | 21  | Punten | WK-plaats |

† Uitgevallen maar wel geklassificeerd omdat hij meer dan 90% van de raceafstand heeft voltooid.
Alfa Romeo C38 ·
Ferrari SF90 ·
Haas VF-19 ·
McLaren MCL34 ·
Mercedes AMG F1 W10 EQ Power+ ·
Racing Point RP19 ·
Red Bull RB15 ·
Renault R.S.19 ·
Toro Rosso STR14 ·
Williams FW42
158/159 Alfetta · 177 · 179 · 182 · 183T · 184T · 185T · C38 · C39 · C41 · C42 · C43